# Yvonne Meusburger
Yvonne Meusburger (Dornbirn, 1983. október 3. –) osztrák teniszezőnő. 2000-ben kezdte profi pályafutását, kilenc egyéni és három páros ITF-tornát nyert meg. Legjobb világranglista-helyezése hatvanadik volt, ezt 2007 novemberében érte el.

## Év végi világranglista-helyezései
| Év       | 2000 | 2001 | 2002 | 2003 | 2004 | 2005 | 2006 | 2007 | 2008 |
| Helyezés | 910. | 662. | 347. | 260. | 172. | 149. | 170. | 61.  | 100. |

## Külső hivatkozások
- Yvonne Meusburger profilja a WTA oldalán (angolul)